# Zhangdian (köpinghuvudort i Kina, Jiangsu Sheng, lat 34,20, long 119,30)
Zhangdian är en köpinghuvudort i Kina. Den ligger i provinsen Jiangsu, i den östra delen av landet, omkring 240 kilometer norr om provinshuvudstaden Nanjing. Antalet invånare är 27 239. Befolkningen består av 13 090 kvinnor och 14 149 män. Barn under 15 år utgör 22,0 %, vuxna 15-64 år 68 %, och äldre över 65 år 9,0 %.
Runt Zhangdian är det tätbefolkat, med 709 invånare per kvadratkilometer. Närmaste större samhälle är Liji, 11,4 km söder om Zhangdian. Trakten runt Zhangdian består till största delen av jordbruksmark.
Genomsnittlig årsnederbörd är 1 072 millimeter. Den regnigaste månaden är juli, med i genomsnitt 287 mm nederbörd, och den torraste är januari, med 12 mm nederbörd.